# Радваницька волость
Радваницька волость — адміністративно-територіальна одиниця Берестейського повіту Гродненської губернії Російської імперії. Волосний центр — село Радваничі.
На 1885 р. у волості налічувалось 4 села (об'єднаних у 5 громад), 160 дворів, 922 чоловіки і 843 жінки, 7 149 десятин землі (1 930 десятин орної).
За Берестейським миром, підписаним 9 лютого 1918 року територія волості ввійшла до складу Української Народної Республіки.

## У складі Польщі
Після окупації в лютому 1919 р. поляками Полісся волость назвали ґміна Радваніче, входила до Берестейського повіту Поліського воєводства Польщі. Центром ґміни було село Радваничі.
За переписом 1921 р. у 18 поселеннях ґміни налічувалось 379 будинків і 2710 мешканців (147 римокатоликів, 2098 православні і 25 юдеїв).
Розпорядженням Міністра внутрішніх справ Польщі 23 березня 1928 р. ліквідовано ґміну, а територію приєднано до ґміни Камєніца Жировєцка.